# 沃恩山
20°55′12″N 17°16′48″E / 20.92000°N 17.28000°E

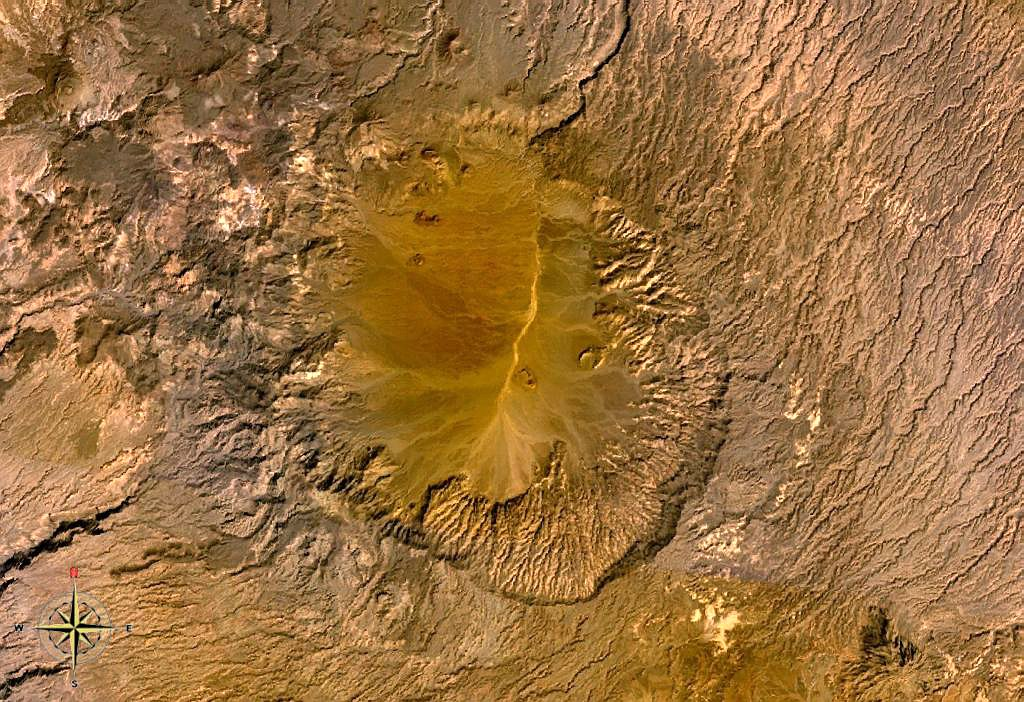
沃恩山

沃恩山（Tarso Voon）是位於乍得北部提貝斯提區的成層火山，屬於提貝斯提高原的一部分。山體主要由玄武岩組成，海拔高度3,100米。
山頂為比較平的破火山口，長18公里、寬14公里。由於第四紀的火山活動，導致其東北部側面180度圓弧內側大範圍分佈著玄武岩質的熔岩流。該山西北部附近，有同樣海拔的火山Ehi Mosgau。破火山口周圍15－35公里的範圍可見火山碎屑流的堆積物。山的地下則由前寒武紀的片岩構成。
著名的索伯羅姆溫泉平原是提貝斯提高原最大的溫泉地，位於沃恩山麓以西約5公里處。提貝斯提高原的居民因活動的沸泥漿地及溫泉由於其治療作用，常常前來此地。